# The Little Lulu Show
The Little Lulu Show è una serie televisiva a cartoni animati degli anni novanta, prodotta dallo studio canadese CINAR (oggi Cookie Jar Group) in co-produzione con: Western Publishing Company Inc., HBO, Beta Film e CTV Television Network. Fu la seconda ed ultima serie animata (dopo La piccola Lulù) ispirata alla strip americana degli anni trenta Little Lulu, creata dall'autrice Marjorie Henderson Buell, ed era composta da 52 episodi interi suddivisi per ognuno in tre segmenti (per un totale di 156 episodi) prodotti dall'11 novembre 1995 al 21 febbraio 1999. Negli Stati Uniti è stato trasmesso sull'emittente HBO Family, mentre in Italia fu invece trasmesso in prima visione su Rai 2 all'interno di Go-Cart mattina.

## Struttura del cartone
La serie narra delle avventure di Lulu Moppett e dei suoi amici, con due caratteristiche inedite presenti a cavallo tra gli episodi: Lulu che presenta a teatro il suo comedy show, più una serie mini cortometraggi musicali e a scena muta chiamati "Lulu-Bite" (Senza Parole nella versione italiana).

## Personaggi
- Lulu Moppet, doppiata da Federica De Bortoli.
- Tubby Tompkins, doppiato da Corrado Conforti.
- Annie Inch, doppiata da Letizia Ciampa.
- Alvin Jones
- Iggie Inch
- Willie Wilkins, doppiato da Simone Crisari.
- Eddie Stimson, doppiato da Francesco Pezzulli.
- Wilbur Van Snobbe, doppiato da Davide Lepore.
- Gloria, doppiata da Monica Bertolotti.
- Martha Moppet, doppiata da Lorenza Biella.
- George Moppet
- Ag. Eli McNab

## Episodi
- 1 "La ragazza verde" (Green Girl)/"Giorno di pioggia" (Rainy Day)/"La bella Lulu" (Beautiful Lulu)
- 2 "I giradischi di Alvin" (Alvin's Record Player)/(Lulu's Television Debut)/"Il piagnucoloso" (Crybaby)
- 3 "Palle di neve" (Snowball War)/"Il piccolo detective" (Jr. Detective Tubby)/"I pirati del picnic" (Picnic Pirates)
- 4 (Gilbert the Gorilla)/(Snow Business)/(The Case of the Egg in the Shoe)
- 5 "Concorrenza sleale" (Business Girl)/"L'anatra da compagnia" (The Pet Duck)/"Ombrello in affitto" (Lulu's Umbrella Service)
- 6 (Friends and Enemies)/"Concorso di bellezza" (The Beauty Contest)/(Rich Little Poor Boy)
- 7 "Il ragazzo cannone" (Boy Cannon Ball)/"Il naso rotto" (Noses Off)/"La lozione magica" (Hairy Day)
- 8 (The Popcorn Thief)/(The Little Tornado)/(She Flies Through the Air)
- 9 "Lo sciroppo" (Tiny Tot's Syrup)/"Trappola per Babbo Natale" (The Night Before Christmas)/"Di guardia al salvadanaio" (The Piggy Bank Guard)
- 10 (Space Kids)/(The Case of the Disappearing Drum)/(From Hero to Zero)
- 11 "L'opera d'arte" (The Old Master)/"La bottega del baratto" (Swat Shot Pops)/"Corso d'investigazione" (Detective Story)
- 12 "La parrucca scomparsa" (The Case of the Missing Wig)/"Zampe di rana" (Froglegs)/"Un trasloco sfortunato" (A Wrong Move)
- 13 "Consegne speciali" (Special Delivery)/"Rammendi fatali" (Little Sew and Sews)/"La bambola di Tubby" (Tubby's Doll)
- 14 "Il tight nuovo" (Tuxedo Tango)/ "La campionessa di football" (The Football Star)/"Consegna speciale" (Spook Delivery)
- 15 "Il ballo" (The Dance)/ "Fuori casa" (Locked Out)/ "Un bacio, un gelato" (The Kissing Game)
- 16 (The Fuzzythingus Poopi)/(Leaves for Everyone)/(A Moving Experience)
- 17 (Oh Christmas Tree)/(Santa's Snowman)/(The Snoopers)
- 18 "Furto di gioielli" (The Big Jewel Robbery)/"Ragazzi fortunati" (Pot Luck)/"L'albero stregato" (The Spook Tree)
- 19 "La più amata della scuola" (Valentine's Day)/"Una nuova amica" (Gertie Greenbean)/"Come domare la bestia selvaggia" (Stop Fiddling Around)
- 20 "Caccia al tacchino" (Lucky Lulu)/"Un tesoro succulento" (Pieces of Eight)/"Fagioli saltellanti" (Jumping Beans)
- 21 "Babysitter" (Alvinsitting)/"Manichini" (Two Lulus)/"Il cappello" (The Hat)
- 22 (Prisoner Exchange)/(The Balloon Derby)/(Dummy Skeleton)
- 23 "Trappola per orsi" (The Bear Trap)/"Shirley l'ombra" (Shirley the Shadow)/"Il cane salvavita" (A Dog's Life Saver)
- 24 "L'uomo nero" (The Bogeyman)/(Tattoos)/(Mimibur)
- 25 "Il ritorno di Lancillotto" (Lancelot Jr.)/"Ragazzi educati" (Lucky Lady)/"Cinque piccoli bambini" (Five Little Babies)
- 26 "Faccia di patata" (Potato Kids)/"Il ventriloquo" (The Ventriloquist)/"Un adorabile coniglio" (Bunny Fun)
- 27 (The Fright Racket)/(The Lucky Gold Piece)/(Very Little Lulu)
- 28 (The Big Egg)/(The Little Girl Who Never Heard of Ghosts)/(The Case of the Missing Perfume)
- 29 (Wild Boy)/(The Whistle Blower)/(Elephant Ride)
- 30 (The Beast in the Clubhouse)/(Gone Fishin')/(Out, Out, Darned Spot)
- 31 (The Curse of the Thingamajig)/(House Guest Blues)/(The Monster Hunt)
- 32 (Blackout)/(Mind Your Manners)/(To Tell the Tooth)
- 33 (Spaced Out)/(Switched at Birth)/(The Great Outdoors)
- 34 (Bowlfinger)/(Great Tubbini)/(Shiny, Sheeny, Bouncy-Cleany)
- 35 (Polly Patrol)/(Money Problems)/(The Tubby 2000)
- 36 (No Pain, No Gain)/(On the Job)/(Tragic Magic)
- 37 (First-Aid Brigade)/(Matinee Madness)/(It's a Dog's Life)
- 38 (Lulu Stays Put)/"Scarpe alla moda" (Shoeless Lulu)/(Star Search)
- 39 (The Untold Story)/(Amok in the Mall)/(The World Record)
- 40 (Breakout)/(The Great Golf Club Chase!)/(Jumpin' Jellybeans)
- 41 (Iggy and the Ice Cream Factory)/(Game Show Gaffe)/(Art Frenzy)
- 42 (Order in the Court)/(Maybe Use Sugar)/(Road Trip)
- 43 (Bicycle Built for Too Many)/(Tax Time Trouble)/(Mayor for a Day)
- 44 (Hooky Holiday)/(Red Tape Run-Around)/(Country Clubby Tubby)
- 45 (Dancin' Fools)/(Hop Hazard)/(Stage Fright)
- 46 (The Unnatural)/(The People's Choice)/"Super Lulu" (SuperLuLu)
- 47 (Tubby Kicks the Habit)/(How the West Was Lost)/(Infomercial)
- 48 (Bulldozer Blues)/(Telethon of Fallen Stars)/(What's Fair is Fare)
- 49 (Malpractice Makes Perfect)/(Involuntary Volunteers)/(Mobile Masterpiece)
- 50 (Castaway Kids)/(Wrestling Away)/(Never Too Late)
- 51 (Tubby on Ice)/(Dr. X's Xtremely Xcellent X-Ray Specs)/(Iggie's New Leaf)
- 52 (You Do the Math)/(The Great Escape)/(The Little Lola Show)